# Дюпон, Патрик
Патри́к Дюпо́н (фр. Patrick Dupond, 14 марта 1959 — 5 марта 2021) — французский танцовщик, киноактёр и педагог, солист балета парижской Оперы в 1975—1988 годах, с 1980 года — «этуаль». Руководил Балетом Нанси в 1988—1990 годах и балетной труппой парижской Оперы в 1990—1997 годах. Ученик танцовщика Макса Боццони.

## Биография
Патрик Дюпон родился в Париже 14 марта 1959 года. Мать разошлась с отцом, когда он был ещё ребёнком. Мальчик рос активным, и его записывали в секции то футбола, то дзюдо — однако Патрику не нравился спорт, он захотел заниматься танцами. Через полгода после начала занятий учитель посоветовал родителям найти профессионального балетного педагога. Родители, случайно познакомившись в конце 1967 года с премьером парижской Оперы Максом Боццони и будучи его поклонниками, обратились к нему за помощью. С этого момента и на протяжении многих лет Дюпон занимался с Боццони, который выпестовал его талант. Лишь в мае 1968 года из-за волнений в Париже ему пришлось ненадолго прервать занятия.
Учился в лицее Расина. В 1969 году, в возрасте 10 лет поступил в Балетную школу парижской Оперы, сначала на трёхмесячные подготовительные курсы, а затем и на постоянной основе — однако продолжал дополнительно заниматься с Боццони. В Школе его педагогом был Жильбер Майер.
В марте 1975 года в возрасте неполных 16 лет был принят в балетную труппу, став самым молодым танцовщиком, принятым в Оперу. Однако его надежды поначалу не оправдывались — не получая тех партий, на которые рассчитывал, Патрик решил уйти из театра. Боццони отговорил его от этого шага и предложил начать готовиться к Международному конкурсу артистов балета в Варне (Болгария). В 1976 году Патрик выиграл золотую медаль конкурса, после чего стал быстро продвигаться по карьерной лестнице в театре: в декабре того же года он был продвинут в ранг «корифея», в декабре 1978 года стал «первым танцовщиком», в 1980 году получил статус «этуали» Оперы. Дюпон имел мощную, брутальную манеру танца, при этом он обладал лёгким, зависающим в воздухе прыжком, виртуозным вращением, графичностью и устойчивостью в позах.
Танцевал в театре с такими балеринами, как Сильви Гиллем, Мари-Клод Пьетрагала, Изабель Герен, Клод де Вюльпиан, Ноэлла Понтуа, Моник Лудьер. Кроме того, он делал активную международную карьеру, танцуя на других сценах с такими балеринами, как Доминик Кальфуни, Карла Фраччи (в «Ла Скала»), Кэтрин Хили, Наталия Макарова, Нина Ананиашвили. Работал с такими хореографами, как Рудольф Нуреев и Алвин Эйли. Танцевал с «Балетом Мориса Бежара». В 1988 году Бежар поставил для него балет «Курозука» (1995 — новая версия балета, где его партнёршей стала Майя Плисецкая).
Организовал свою небольшую антрепризу Dupond et ses Stars («Дюпон и его звёзды»), в которую входили солисты Оперы, как Сильви Гиллем, Моник Лудьер, Фанни Гайда, Манюэль Легри, Жан-Мари Дидьер и Элизабет Купер в качестве аккомпаниатора и дирижёра. Гастролировал с ней по всему миру на протяжении двух лет.
С 1988 года руководил Балетом Нанси. В 1990 году, когда Дюпону был всего 31 год, Пьер Берже выдвинул его на должность руководителя балета парижской Оперы — он занял этот пост вслед за Рудольфом Нуреевым и совмещал административную работу с артистической карьерой. В 1995 году он оставил руководство из-за некоторых разногласий, однако потом вернулся в театр до 1997 года, когда дирекция уволила артиста, по его собственным словам, за «неповиновение и недисциплинированность». Танцовщик согласился без согласия своего работодателя войти в состав жюри Каннского кинофестиваля 1997 года; позднее он добился выплаты компенсации за увольнение.
В 2000 году издательство «Фаяр» выпустило автобиографию Дюпона под названием «Звезда» (Étoile).
В том же году Дюпон серьёзно пострадал в автомобильной аварии. Множественные переломы заставили врачей сообщить артисту, что он больше никогда не сможет танцевать. В течение двух лет Дюпон жил на морфине; затем ему потребовался год на то, чтобы вывести из тела токсины. Несмотря на вердикт врачей, артист начал понемногу заниматься с Боццони и смог вернуться на сцену: в 2003 году он начал выступать в мюзикле «Воздух Парижа».
В 2007 году Дюпон получил еще один сильный удар, когда его дом в Дрё был уничтожен пожаром.
В 2004 году Дюпон познакомился с исполнительницей восточных танцев, бывшей спортсменкой, Лейлой Да Роша, ставшей его спутницей жизни. С этого момента он регулярно преподавал в её школе танцев в Суасоне и выступал в Суасоне и Сен-Кантене. Вместе они делали постановки, сочетающие классический и восточный танец. В августе 2017 года Дюпон и Да Роша объявили об открытии в Бордо танцевальной школы, предлагающей трёхлетние курсы для учащихся от 10 до 20 лет.
В 2018 и 2019 годах был членом жюри телевизионного конкурса «Танцы со звёздами» на канале TF1.
Скончался 5 марта 2021 года

## Репертуар
- Базиль, «Дон Кихот».

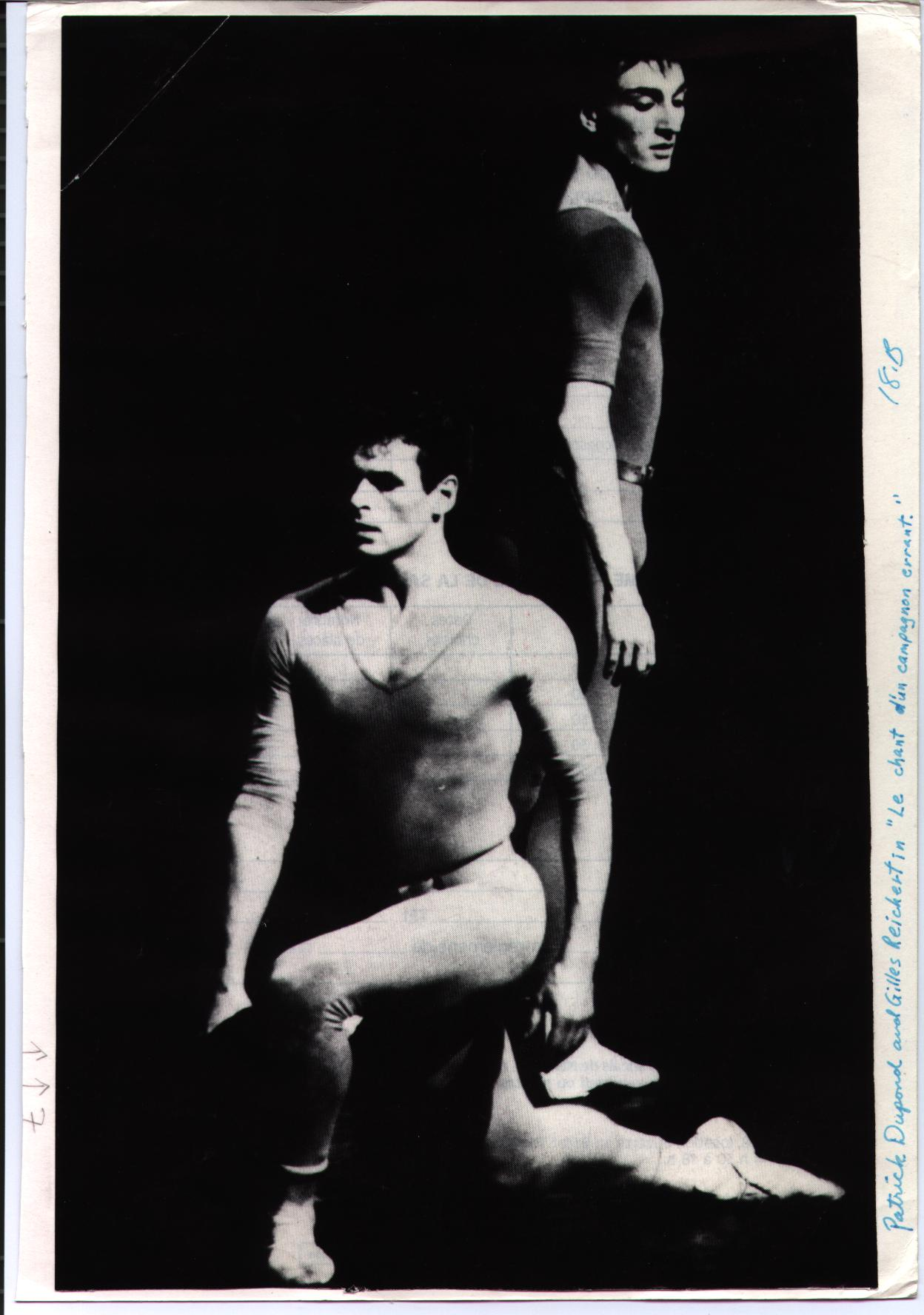
Патрик Дюпон и Жиль Рейхарт в балете «Песни странствующего подмастерья», 1987.

- принц Зигфрид, «Лебединое озеро», хореография Владимира Бурмейстера.
- Мельник, «Треуголка», хореография Леонида Мясина.
- 1984 — Призрак Розы, «Видение Розы», хореография Михаила Фокина, «Метрополитен-Опера» (выступление с актрисой Лилиан Гиш к 100-летнему юбилею театра).
- 16 апреля 1986 — «Саломея»*, хореография Мориса Бежара, парижская Опера.
- 1987 — «Сон в летнюю ночь»**, хореография Джона Ноймайера, парижская Опера.
- 1987 — «Песни странствующего подмастерья», хореография Мориса Бежара.
- 1988 — «Курозука»* Мориса Бежара, «Балет Бежара», театр Бунка-Кайкан, Токио (1995 — новая версия балета для Дюпона и Майи Плисецкой, Дворец Шайо, Париж)[3].
- 1989 — «Сицилийская вечерня», театр «Ла Скала» (партнёрша — Карла Фраччи).
- 25 апреля 1991 — граф Альберт**, «Жизель» в редакции Патриса Бара[фр.] и Евгения Полякова, приуроченная к 150-летию спектакля, парижская Опера (Жизель — Моник Лудьер[фр.]).

(*) — первый исполнитель партии.

(**) — первый исполнитель при постановке в данном театре.

## Фильмография
- 1978 — Нижинский, «Он был музыкантом: господин Стравинский» (телефильм, режиссёр Роже Анен).
- 1988 — Patrick Dupond at work (документальный фильм, режиссёр Андре Лабарт[фр.]).
- 1989 — Les Enfants de la danse (документальный фильм, режиссёр Дирк Сандерс[фр.]).
- 1990 — Шико, «Танцевальная машина» (художественный фильм, режиссёр Жиль Беа).
- 1994 — Franck Veaujour, Danse avec la vie (режиссёр Мишель Фавар[фр.]).
- 2001 — менестрель, «Плащ и кинжал[фр.]» (телесериал).
- 2010 — Patrick Dupond — Un Défi (документальный фильм).